# Wilfrid Thomas Reid
Wilfrid Thomas Reid (Battersea, 4 marzo 1887 – Newton Abbot, 5 aprile 1968) è stato un ingegnere britannico, che progettò numerosi tipi di aeromobili, tra i quali ricordiamo: Bristol Type 84 Bloodhound, Canadian Vickers Vedette, Canadian Vickers Vanessa, e Varuna.

## Biografia
Nacque a Battersea, nel Surrey, il 4 marzo 1887. Dopo aver frequentato la Bedford Modern School andò a lavorare come apprendista (dal 1 giugno 1903 al 1 giugno 1908) presso la Queen's Engineering Works of W. H. Allen, Son & Co. Ltd situata a Queens Park, Bedford. Si trasferì poi in qualità di ingegnere navale presso i cantieri Fairfield Shipbuilding and Engineering Company di River Clyde a Glasgow, Scozia, e durante i suoi frequenti viaggi ebbe modo di attraversare più volte l'Oceano Atlantico. 
Durante le fasi iniziali della prima guerra mondiale lavorò alla Royal Aircraft Factory, passando nel 1916 alla British and Colonial Aeroplane Company come assistente di Frank Barnwell, partecipando alla realizzazione del Bristol M.R.1, del bombardiere Braemar, del caccia M.1D  e dell'aereo passeggeri Bristol Ten-seater. 
Nell'ottobre 1921 Barnwell lasciò la compagnia ed emigrò in Australia ed egli assunse il ruolo di capo progettista, disegnando il Bristol Racer, il Bloodhound  e il Berkeley. Il ritorno di Barnwell all'interno della compagnia nel 1923, che riassunse l'incarico di capo progettista, lo indusse a lasciare la Bristol Airplane Company.
Nel 1924 la ditta canadese Canadian Vickers Limited di Montréal, nel Québec, lo assunse come capo progettista. La società dipendeva formalmente dalla casa madre inglese, e il suo capo progettista Reginald K. Pierson prima di partire per il Canada gli fornì il progetto preliminare di un nuovo idrovolante da collegamento e ricognizione. 
Arrivato a destinazione nella seconda metà del giugno 1924, insieme a un uomo di nome Newall, iniziò lo sviluppo del Vedette che segnò il vero inizio della produzione aeronautica canadese.  In seguito progettò i modelli Vanessa, Varuna, Vigil, Vista, Velos e la conversione alla versione HS-3L di alcuni Curtiss HS allora in servizio nella RCAF. Per il suo importante contributo all'aeronautica, nel novembre 1925 ricevette il premio Fellow dalla Royal Aeronautical Society.
Nel febbraio 1928 si mise in proprio fondando la Reid Aircraft Company, situata in quello che divenne poi l'aeroporto di Cartierville.  L'obiettivo dell'azienda era progettare e produrre un aereo da addestramento primario che fu inizialmente noto come Reid Rambler ed in seguito come Curtiss-Reid Rambler. Nel dicembre dello stesso anno la ditta fu acquistata dalla statunitense Curtiss Airplane and Motor Company, e venne ridenominata Curtiss-Reid Aircraft Company. Essa iniziò subito a potenziare l'aeroporto di Cartierville, avviando nel contempo l'attività di tre divisioni: Curtiss-Reid Flying Schools (con filiali a Kingston e Toronto), Curtiss-Reid Airways (con base a Saint-Félicien) e Curtiss-Reid Flying Service. La Curtiss-Reid andò in bancarotta nel 1932, ma venne venduta subito ad una nuova compagnia, la Montreal Aircraft Industries, di J.A.D. McCurdy, ma egli non entrò nella nuova ditta. 
In seguito acquistò la Crude Oil Engine Co., che ribattezzò Crude Oil Engine and Engineering Co., un'agenzia per la vendita di motori diesel per uso marittimo e per altri scopi. Si spense a Newton Abbot, nel Devon, il 5 aprile 1968 a causa di un infarto cardiaco.
Numerosi furono i riconoscimenti postumi resi alla sua memoria. Nel 1994 il Royal Canadian Mint emise una moneta da 20 dollari in suo onore, che lo raffigurava su di un lato, mentre sull'altro vi era il Canadian Vickers Vedette, primo aereo interamente realizzato in Canada. Il 6 aprile 2006 entrò nella The Québec Air and Space Hall of Fame. Membro associato dell'Institution of Mechanical Engineers, il 19 aprile 1917 era stato eletto membro associato della Royal Aeronautical Society, divenendo Fellow (FRAeS) il 10 novembre 1925.

## Progetti
- Bristol Racer
- Bristol Type 84 Bloodhound
- Bristol Berkeley
- Canadian Vickers Vedette
- Canadian Vickers Vanessa
- Canadian Vickers Varuna
- Canadian Vickers Vigil
- Canadian Vickers Vista
- Canadian Vickers Velos
- Curtiss-Reid Rambler

### Annotazioni
1. ↑   Suo padre James vi lavorava anch'egli in qualità di direttore delle officine.
2. ↑  Si trattava dell'unico esperto locale nella progettazione di aerei.
3. ↑  La Curtiss Airplane era decisa ad entrare nel mercato della vendita di aeromobili canadese.

### Fonti
1. ↑  Joyce Godber, The Harpur Trust 1552-1973, White Crescent Press Ltd., Luton, 1973.
2. ↑  Dal manoscritto Wilfrid Thomas Reid Apprenticeship Report in possesso della famiglia Reid.
3. 1 2 3 4 5 6 7 8 9 10 11  Fondation Aérovision Québec.
4. 1 2 3 4 5 6 7 8  Pierre Thiffault, The Elusive Wilfrid T. Reid, in The Journal of the Canadian Aviation Historical Society, Volume 45, estate 2007. ISSN 1207-1978 (WC · ACNP).
5. ↑  Molson, Taylor 1982, p. 174.
6. ↑  "The All-Metal Light Plane." Flightglobal/Archive. Retrieved: 24 December 2009.
7. ↑  "Curtiss-Reid Rambler". RCAF.com. Retrieved: 23 January 2011.
8. ↑  "Reid." Aerofiles. Retrieved: 31 October 2010.

### Periodici
- (EN)  Kenneth M. Molson, The Canadian Vickers Vedette in Canadian Aeronautics and Space Journal, October 1964.